# Petrîkove, Vasîlkivka
Petrîkove (în ucraineană Петрикове) este un sat în așezarea urbană Ceaplîne din raionul Vasîlkivka, regiunea Dnipropetrovsk, Ucraina.

## Demografie
Componența lingvistică a localității Petrîkove
     Ucraineană (98,11%)
     Rusă (1,89%)
Conform recensământului din 2001, majoritatea populației localității Petrîkove era vorbitoare de ucraineană (98,11%), existând în minoritate și vorbitori de rusă (1,89%).